# Roy Henderson
Roy Galbraith Henderson (* 4. Juli 1899 in Edinburgh; † 16. März 2000 in London) war ein schottischer Opernsänger (Bariton) und Gesangspädagoge.

## Leben
Henderson diente während des Ersten Weltkrieges in der Infanterie und studierte dann von 1920 bis 1925 an der Royal Academy of Music, wo er u. a. die Worshipful Company of Musicians' Medal erhielt. 1925 debütierte er als Zaratustra in einer Aufführung von Frederick Delius’ Mass of Life durch das Royal Philharmonic Orchestra. In der Folge sang er auch in der Erstaufnahme von Delius Sea Drift und der Uraufführung seines Idyll. Er trat auch in den Uraufführungen von Ralph Vaughan Williams’ Dona Nobis Pacem, Five Tudor Portraits und Serenade to Music auf.
Als Opernsänger debütierte Henderson 1926 in Verdis Falstaff in einer Produktion der British National Opera Company. 1928 debütierte er an der Covent Garden Opera als Donner in Wagners Rheingold. Später trat er auch als Kothner in dessen Meistersingern und als Herold in Lohengrin auf.
Seit der Eröffnung 1934 war Henderson Teilnehmer des Glyndebourne Festival, wo er den Almaviva in Mozarts Die Hochzeit des Figaro und den Guglielmo in Così fan tutte, in den späten dreißiger Jahren auch den Masetto in Don Giovanni und den Papageno in der Zauberflöte sowie in einer Tourneefassung von John Gays The Beggar’s Opera den Mr. Peachum sang.
Daneben leitete er von 1932 bis 1939 die Huddersfield Glee and Madrigal Society und gründete 1936 den Oriana Choir in Nottingham, den er bis 1952 leitete. Von 1940 bis 1974 unterrichtete er Gesang an der Royal Academy of Music. Seine prominenteste Schülerin war Kathleen Ferrier. 1970 wurde er als Commander of the British Empire ausgezeichnet.